# كريستا تيرفو
كريستا كاتارينا تيرفو (ولدت في 15 نوفمبر 1997 في كوتكا) هي لاعبة ألعاب قوى فنلندية متخصصة في رمي المطرقة. احتلت المركز الرابع في بطولة العالم للشباب تحت 20 عامًا 2016 والمركز التاسع في بطولة أوروبا للشباب تحت 23 عامًا 2017.
أصبحت كريستا تيرفو أول لاعبة رمي مطرقة فنلندية تتخطى حاجز 70 مترًا في عام 2019. ومنذ ذلك الحين، حسنت الرقم القياسي الفنلندي أربع مرات، وكان آخرها في مايو 2024 إلى رقم عالمي بلغ 74.63. حصلت كريستا على المركز الرابع في بطولة العالم للشباب تحت العشرين عامًا عام 2016، لكنها لم تحقق بعد النتيجة المثالية في مسابقات الكبار.
أفضل رقم شخصي لها في هذا الحدث هو 74.79 مترًا، سجلته في الجولة التأهيلية في دورة الألعاب الأولمبية الصيفية 2024 في باريس. محققتا أيضا الرقم القياسي الوطني. عادت كريستا تيرفو البالغة 26 عاماً وحطمت الرقم القياسي الفنلندي مرة أخرى وتحسين رقمها القياسي في الملعب الأوليمبي في هلسنكي، عندما حققت 74.85.نجح تيرفو في تحسين الرقم القياسي الفنلندي ثلاث مرات هذا الموسم. حقق أول نتيجة 74.63 في مايو في لاهتي. وفي التصفيات المؤهلة للألعاب الأوليمبية في باريس، سجل تيرفو 74.79 نقطة، والآن ستة سنتات أكثر في المباراة ضد السويد.
تنافست في دورة الألعاب الأولمبية الصيفية 2024. في حدث رمي مطرقة للسيدات على ستاد دو فرانس وحلت في المركز الأول في الترتيب النهائي في مرحلة التصفيات، لتتأهل إلى المرحلة النهائية وانهت المسابقة في المركز السادس.

## المسابقات الدولية
| العام        | المسابقة                                    | المكان                  | المركز                          | حدث             | ملاحظة       |
| تمثيل فنلندا | تمثيل فنلندا                                | تمثيل فنلندا            | تمثيل فنلندا                    | تمثيل فنلندا    | تمثيل فنلندا |
| ------------ | ------------------------------------------- | ----------------------- | ------------------------------- | --------------- | ------------ |
| 2015         | بطولة أوروبا للناشئين                       | إسكيلستونا، السويد      | المركز الحادي عشر               | رمي المطرقة     | 58.28 م      |
| 2016         | بطولة العالم لألعاب القوى للشباب تحت 20 سنة | بيدغوشتش، بولندا        | المركز الرابع                   | رمي المطرقة     | 62.25 م      |
| 2017         | بطولة أوروبا لألعاب القوى للشباب تحت 23 سنة | بيدغوشتش، بولندا        | المركز التاسع                   | رمي المطرقة     | 63.97 م      |
| 2018         | بطولة أوروبا                                | برلين، ألمانيا          | المركز الحادي والعشرون (تصفيات) | رمي المطرقة     | 65.37 م      |
| 2019         | بطولة أوروبا لألعاب القوى تحت 23 سنة        | جافله، السويد           | المركز السادس                   | رمي المطرقة     | 63.82 م      |
| 2019         | بطولة العالم البطولات                       | الدوحة، قطر             | المركز الحادي والعشرون (تصفيات) | رمي المطرقة     | 68.25 م      |
| 2021         | الألعاب الأولمبية                           | طوكيو، اليابان          | –                               | رمي المطرقة     | نيو مكسيكو   |
| 2022         | بطولة العالم                                | يوجين، الولايات المتحدة | المركز العاشر                   | رمي المطرقة     | 69.04 م      |
| 2022         | بطولة أوروبا                                | ميونيخ، ألمانيا         | المركز الثامن                   | رمي المطرقة     | 67.85 م      |
| 2023         | بطولة العالم                                | بودابست، المجر          | المركز الثالث والعشرون (تصفيات) | رمي المطرقة رمي | 68.00 م      |
| 2024         | بطولة أوروبا                                | روما، إيطاليا           | المركز الثالث والعشرون (تصفيات) | رمي المطرقة     | 66.16 م      |
| 2024         | الألعاب الأولمبية                           | باريس، فرنسا            | المركز السادس                   | رمي المطرقة     | 73.83 م      |